# Motunau (fleuve)
Le fleuve Motunau (en anglais : Motunau River) est un cours d’eau du nord de la région de  Canterbury dans l’Île du Sud de la Nouvelle-Zélande .

## Géographie
Il s’écoule vers le sud-est à partir des collines costales situées au sud-ouest de la ville de Cheviot, atteignant l’Océan Pacifique au niveau de  ‘Motunau Beach’ à la pointe nord de la baie de Pegasus.
(en) Land Information New Zealand, « détail emplacement: Motunau (fleuve) », sur New Zealand Gazetteer